# 东山纪之
東山紀之（日语：／ Higashiyama Noriyuki，1966年9月30日—），日本男歌手、男演員，出生於神奈川縣川崎市幸區。1979年5月加入SMILE-UP.，1982年與錦織一清和植草克秀組成少年隊開始投入演出並於1985年12月12日以單曲「假面舞會」出道。現為活躍於舞臺劇、電影、電視、唱歌全能型藝人，2023年9月7日接任傑尼斯事務所社長一職，同時宣佈2023年底結束藝人生涯，退居幕後。

## 概要
是少數由SMILE-UP(元傑尼斯事務所)，已故前社長Johnny喜多川直接選拔的人，在明治大學付屬中野高校中途退學後，於1982年成為少年隊其中一員。運動方面是藝能界中首屈一指，不論是跳舞、後空翻或後手翻都十分拿手。40歲時依然非常拿手，曾在2009年一個代言的喝料廣告中施展高台後空翻。
體脂肪率保持著10%左右，每月會走100公里路，亦曾在節目Utaban上透露每天做1000次仰臥起坐，據說已無間斷持續了20年。憧憬的人是王貞治的精神、李小龍的身體和邁克爾·傑克遜的輕盈身段。
2010年10月23日發表聲明，宣佈已經和女星木村佳乃結婚。他們共同育有兩個女兒。

## 參加隊伍
（粗體字為現存隊伍）
- Johnny's少年隊（日語：ジャニーズ少年隊）：少年隊的前身
- 少年隊
- Secret Agent ：簡稱「SA」，是期間限定的組合，發售了一張單曲後便解散，特點是隊伍中有關西Jr.。
- Johnny's棒球隊（日語：ジャニーズ草野球チーム）
- TRIO THE SHAKiiiN（日語：トリオ・ザ・シャキーン）：期間限定的組合，主唱美食偵探王2的主題曲
- The SHIGOTONIN：期間限定的組合，主唱必殺仕事人2009的主題曲

## 主要出演作品

### 電視劇
- 青春反逆兒PART2（東京電視台：1983年1月） - 宮澤圭一
- 月曜Drama land
  - 胸さわぎの放課後（富士電視台：1983年10月24日）－桑田一平
  - 胸さわぎの放課後2（1983年12月19日）
  - 少年隊のただいま放課後特別篇（富士電視台：1984年6月4日）
  - 少年隊　Show up ★ High School（[1985年3月4日）
- 心はロンリー気持ちは「...」V（富士電視台：1987年3月）
- 新選組I 沖田総司愛と青春の時（朝日電視台：1987年10月1日）－沖田総司
  - 新選組II 池田屋襲撃（1987年10月8日）
- 荒野中的電視人（富士電視台：1987年11－12月）－主演・増淵岬平
- 名奉行 遠山の金さん（朝日電視台：1988年4月－1992年9月）－水木新吾
- 時間ですよ!たびたび（東京電視台：1988年9月）
- 男たちの激突!<前編・後編>（富士電視台：1988年10月10日、17日）－主演・時雨由紀夫
- 源義経（TBS電視台：1990年1月1日）－主演・源義経
- 時間ですよ!Special 梅の湯の結婚式はギャグでいっぱい～第一話 逃げ出した花嫁（TBS電視台：1990年1月）－山之内アキラ
  - 時間ですよ!殺人事件梅の湯に死体が一つ浮かんだ（1990年10月15日）
- 邦ちゃんのやまだかつてないテレビ～クリスマスの贈り物 イブをもう一度...（富士電視台：1990年11月）
- 若さま侍捕物帖（朝日電視台：1991年1月）－主演・若さま（徳川治長）
- 花迷宮～上海から来た女（富士電視台：1991年1月4日）－藤堂明
- 夢みた旅（NHK：1991年1月）－相原稔
- 東芝日曜劇場（第1775回）私の兄さん（TBS電視台：1991年3月3日）－主演・森茂夫
  - （第1789回）華のいろ（1991年6月9日）－加藤紀久雄（歌舞伎役者・佐野川杜若）
  - （第1877回・最終回）のおんなの家（1993年3月28日）－忠行（大少爺）
- ジプシーの夢・スペイン謎伝説（富士電視台：1991年12月5日）－主演・祥
- TBS創立40週年記念 源氏物語 上巻（TBS電視台：1991年12月）－主演・光源氏
  - 源氏物語 下巻（1992年1月3日）－夕霧
- 大河劇 
  - 琉球の風（NHK：1993年1月－6月）－主演・啓泰
  - 元祿繚亂（NHK：1999年）－淺野内匠頭
  - 花燃（NHK：2015年）－桂小五郎（のち 木戸孝允）
- 金曜Entertainment 傑作Mystery選集I 三人の未亡人（富士電視台：1993年6月）－主演・江藤仁
- 冷暖人間（TBS電視台：1993年10月）－大木忠則
- 外科醫生有森冴子（日本電視台：1993年10月9日）－町村一志
- 大忠臣蔵（TBS電視台：1994年1月）－浅野内匠頭
- 被黑夜擁抱（日本電視台：1994年10－12月）－神谷流星
- 夜光的階梯（TBS電視台：1995年9月）－主演・佐山（宮坂）道夫
- （日本電視台：1995年10－12月）－主演・味澤匠
- 誰和誰在戀愛（TBS電視台：1996年3月29日）－安田武雄
- 親愛的女人（TBS電視台：1996年10－12月）－主演・石丸多聞
  - 特别篇 親愛的女人（1997年4月6日）
- 還好沒有太愛你（朝日電視台：1998年1－3月）－主演・中島洋太郎
- 平成小氣夫婦（日本電視台：2000年1－3月）－主演・金本滿太郎
  - 特别篇 平成小氣夫婦～お母さんは風になった...（2000年12月19日）
  - 續・平成小氣夫婦（2002年1月3月）
- 你的諭吉在哭泣（朝日電視台：2001年1－3月）－主演・結城碧志／結城紅志
- 初蕾（TBS電視台：2003年12月8日） - 梶井半之助
- 少年タイヤ～Select Stage 熱海殺人事件（富士電視台：2001年10－11月）－木村伝兵衛
  - 少年タイヤ～Select Stage ジプシー（吉普賽人）（富士電視台：2001年11－12月）－芝崎孝史
- 山本周五郎生誕100年記念番組 初蕾（TBS電視台：2003年12月）－梶井半之助
- 松本清張・証言（朝日電視台：2004年3月，朝日電視台開台45周年特別企畫）－主演・石野貞一郎
- 新・棟居刑事（朝日電視台：2005年 - ） - 主演・棟居弘一良
  - 棟居刑事的搜查檔案 glass的戀人（2005年1月29日、森村誠一作家40周年記念企畫）
  - 棟居刑事的純白的證明（2007年2月10日）
  - 棟居刑事之青春雲海（2008年11月8日）
  - 棟居刑事的默示錄（2009年11月21日）
  - 棟居刑事の背徳の詩集（2011年7月30日）
  - 棟居刑事之死海的伏流（2012年11月24日）
  - 棟居刑事の夜の虹（2014年2月8日）
  - 棟居刑事之黑暗盛宴（2015年3月14日、森村誠一作家50周年記念）
  - 棟居刑事の偽完美犯罪（2016年4月23日）
  - 棟居刑事の凶縁（2017年9月28日）
  - 棟居刑事の黒い絆（2019年2月17日）
- 美食偵探王（日本電視台：2006年1月－3月）－主演・高野聖也
  - 特別篇 美食偵探王 吃遍香港～（2006年9月30日）
  - 美食偵探王2（2007年4月－6月）
- 白虎隊(少年白虎隊)第一夜・第二夜（朝日電視台：2007年1月6日、1月7日）－松平容保
- 特别電視劇 必殺仕事人（朝日電視台：2007年－）－主演・渡邊小五郎
- 必殺仕事人2007（2007年7月7日）
  - 必殺仕事人2009（2009年1月4日）
  - 必殺仕事人2009（2009年1月9日－6月26日）
  - 必殺仕事人2010（2010年7月10日）
  - 必殺仕事人2012（2012年2月19日，ABC創立60周年記念）
  - 必殺仕事人2013（2013年2月17日）
  - 必殺仕事人2014（2014年7月27日）
  - 必殺仕事人2015（2015年11月29日）
  - 必殺仕事人2016（2016年9月25日、スペシャルドラマ）
  - スペシャルドラマ必殺仕事人（2018年1月7日、スペシャルドラマ）
  - 必殺仕事人2019（2019年3月10日、スペシャルドラマ）
  - 必殺仕事人2020（2020年6月28日、スペシャルドラマ）
  - 必殺仕事人2022（2022年1月9日、スペシャルドラマ）
- GM（TBS電視台：2010年7月－9月） - 主演・後藤英雄
- 一休和尚（富士電視台：2012年6月30日） - 足利義滿
  - 一休和尚2（2013年5月5日）
- 大岡越前（NHK：2013年3月－2014年1月） - 主演・大岡忠相
  - 大岡越前2（2014年10月－12月）
  - 大岡越前3（2016年1月－3月）
  - 大岡越前スペシャル（2017年1月3日、BS新春時代劇）
  - 大岡越前4（2018年1月12日 - 3月2日、全8回）
  - 大岡越前スペシャル〜親子をつなぐ名裁き〜（2019年1月4日）
  - 大岡越前スペシャル〜初春に散る影法師〜（2021年1月1日、NHK BS Premium）
  - 大岡越前6（2022年5月13日－、NHK BS Premium）
- 七場會議（NHK：2013年7月－8月） - 主演・原島萬二
- The Partner 〜給摯愛的百年朋友〜（TBS電視台：2013年9月29日）－主演・淺羽佐喜太郎/鈴木哲也
- 某某妻（日本電視台：2015年1－3月）－久保田正純
- 預告犯－THE PAIN－（WOWOW：2015年6月－7月） - 主演・佐久間英司
- 刑警七人/刑事7人（朝日電視台：2015年－） - 主演・天樹悠 
  - 刑事7人 第1季（2015年7月15日 - 9月9日）
  - 刑事7人 第2季（2016年7月13日 - 9月14日）
  - 刑事7人 第3季（2017年7月12日 - 9月13日）
  - 刑事7人 第4季（2018年7月11日 - 9月12日）
  - 刑事7人 第5季（2019年7月10日 - 9月18日）
  - 刑事7人 第6季（2020年8月5日 - 9月30日）
  - 刑事7人 第7季（2021年7月7日 - 9月15日）
  - 刑事7人 第8季（2022年7月13日 - 9月14日）
  - 刑事7人 第9季（2023年6月7日 - 8月9日）
- 信長燃燒（東京電視台：2016年1月2日） - 主演・織田信長
- ふつうが一番 —作家・藤沢周平 父の一言—（TBS電視台：2016年7月4日） - 主演・藤沢周平 役
- 松本清張 花実のない森（東京電視台：2017年3月29日、特別企劃電視劇） - 主演・梅木隆介 役
- 砂之器（富士電視台：2019年3月28日、富士電視台開局60周年電視劇） - 主演・今西栄太郎 役

### 電影
- 胸騒ぎの放課後（1982年）
- Love Forever（1983年）
- あいつとララバイ（1983年12月24日公開、東宝）－ 町田ひろし
- 19 ナインティーン（1987年8月1日公開、東宝）－ 主演・イーストEast
- 本気!（1991年4月13日公開、東映）－ 主演・白銀本気
- 天国の大罪（1992年10月3日公開、東映）－ 刑警・青木特別出演
- 熊的傳說〈日本語配音版〉（2004年3月13日公開、WALT DISNEY STUDIOS）－（聲演）キナイ
- MAKOTO（2005年2月19日公開、松竹）－ 主演・白川真言
- 山櫻〔2008年5月公開〕— 主演・手塚弥一郎
- 小川の辺（2011年7月2日公開、東映） - 主演・戌井朔之助 役
- 源氏物語千年之謎（2011年12月10日公開、東寶） - 藤原道長 役
- エイトレンジャー（2012年7月28日公開、東寶） - 恐怖組織「黑暗十字軍」總統 （特別演出）
- エイトレンジャー2（2014年7月26日公開、東寶） - 恐怖組織「黑暗十字軍」總統
- トリック劇場版 ラストステージ（2014年1月11日公開、東寶） - 加賀美慎一
- 笑傲曇天（2018年3月21日公開、松竹） - 岩倉具視
- おとなの事情 スマホをのぞいたら（2021年1月8日公開、Sony Pictures Entertainment ） - 主演・小山三平

### 舞台劇
- ザ・サスケ（1984年4月－5月・梅田KOMA劇場）－青葉勇次
- 「少年隊MUSICAL PLAYZONE」系列（1986年－・青山劇場、大阪Festival Hall）
- 沖田総司（1988年8月 大阪新歌舞伎座）－主演・沖田總司
- なよたけ（1990年1月・日生劇場、1990年2月・大阪Festival Hall）－主演・石ノ上ノ文麻呂
- Barcelona物語（1991年12年・日生劇場、1992年1月・大阪Festival Hall）－主演・Raphael Taranto
- 雁（1993年10月・明治座）－岡田
- 御いのち（1994年2月・帝國劇場、1994年3月・劇場飛天）－大倉信吾
- 春は爛漫（1995年4月・劇場飛天、1995年5月・東京宝塚劇場、2003年4月・帝國劇場、2003年5月・大阪Festival Hall）－尾上仙太郎／佐伯昌也
- 雨に唄えば（Singing in the Rain）（1996年5月・日生劇場、1996年6月・名古屋国际会议场Century Hall）－主演・Don Lockwood
- 深川しぐれ（1997年4月・劇場飛天、1997年5月・帝國劇場）－神尾左馬之介
- 花も嵐も～サトと圭介の結婚サギ師物語～（1999年3月・中日劇場 1999年4月・帝国劇場）－津村圭介
- MILLENNIUM SHOCK（2000年11月・帝國劇場）－コウイチの亡兄／劇中劇「Hamlet」亡霊
- Christmas Box（2001年11月・青山劇場、2001年12月・大阪Festival Hall）－主演・Richard Evans／David Parkin
- 羅密歐與茱麗葉（2004年1月・東京環球座、2004年2月・大阪NHK Hall）－主演・羅密歐
- ツキコの月 そして、タンゴ（2005年10月・帝國劇場、2005年11月・中日劇場）－賀集眞一郎
- さらば、わが愛　霸王別姫（2008年3月9－31日，東京・澁谷Bunkamura Theater Cocoon；同年4月5－13日，大阪・Theater Drama City）－主演・チョン・テイエイ（程蝶衣）
- CURTAINS（2010年2月－3月）－主演・Frank Cioffi警官
- ミシマダブル 三島×MISHIMAvs蜷川 「サド侯爵夫人」/「わが友ヒットラー」（2011年2月－3月）－主演
- 王者之聲（2012年8月－9月）－主演・伯帝（喬治六世）
- NO WORDS,NO TIME〜空に落ちた涙〜（2013年1月－2月）－主演
- 法蘭克斯坦（2013年11月－12月）－主演・瘋狂醫生 / 法蘭克斯坦（與坂本昌行雙主演）
- 聖女貞德（2014年10月－11月）－查理七世
- 泥棒役者（2018年4月－5月）－前園
- 愛若此時（2020年12月－2021年1月）－主演・盧迪．唐納狄路
- 愛若此時（2023年10月－11月）－主演・盧迪．唐納狄路

### 綜藝節目
- Pinky Punch大逆転（東京放送：1982年3月）－首次演出
- ZONE（東京放送：2000年1月－2004年9月）－主持／旁述員
- @サプリッ!（日本電視台放送網，日本電視台：2004年4月4日－2005年9月25日）－主持
- テレつく!（日本電視台放送網，日本電視台：2005年10月2日－2006年2月19日）－主持
- 極上!腹ぺこ旅レシピ（日本電視台放送網，日本電視台：2006年3月5日－9月24日）－主持
- バース・デイ（東京放送：2005年4月起）－主持／旁述員
- 世界まる見え！テレビ特捜部（日本電視台：1998年4月起）－與植草克秀交替演出

### 廣告
- HOUSE食品（ロッカッキー、1980年）近藤真彦的伴舞演出
- HOUSE食品（バーモントカレー、1986年9月－1995年6月）
- KONICA（KONICA COLOR FILM、1989年－1991年）
- Suntory Limited（マテウスロゼ、1991年）
- サッポロ（新☆吟仕込生啤酒、1993年）
- HOUSE食品（クリッパー、1993年－1995年）
- DDIセルラー（携帯電話・セルラー、1994年－1995年）
- MISAWA HOME（Image Character、1997年9月－2002年3月）
- タケダ（アリナミンEX、1998年5月－2004年5月）
- 日本可口可樂（可口可樂2003年3月－6月）堂本光一、井ノ原快彦、嵐共同演出
- アサヒビール（アサヒ本生アクアブルー、2006年3月－9月）塚本高史共同演出
- ケンタッキーフライドチキン（肯德基）（新奧爾良雞肉、2006年4月－5月）
- UNIQLO（DRY、2008年5月26日首播）

### 書籍
- HIGASHIYAMA-STYLE 東山紀之寫真集（1990年12月15日出版、扶桑社）攝影：半沢克夫
- 東山紀之（1998年12月17日出版、マガジンハウス）寫真寫作集
- NORIYUKI HIGASHIYAMA talking about MAKOTO（2005年2月18日出版、ぴあ）主演・映画「MAKOTO」會談+相集

## 獎項

### 組合
| 年份   | 大賞名稱               | 獎項                     | 作品 |
| ------ | ---------------------- | ------------------------ | ---- |
| 1982年 | 夏威夷音楽節           | 金獎・舞蹈獎             |      |
| 1986年 | 第24回金箭賞           | 音楽新人獎・最優秀新人獎 |      |
| 1986年 | 第12回日本電視台音楽祭 | 最優秀新人獎・Top Idol獎 |      |
| 1986年 | 第17回日本歌謡大賞     | 最優秀新人獎             |      |
| 1986年 | 第13回FNS歌謡祭        | 最優秀新人獎             |      |
| 1986年 | 第28回日本唱片大賞     | 最優秀新人獎             |      |
| 1994年 | 第31回金箭賞           | 演劇賞・最高獎           |      |

### 個人
| 年份   | 大賞名稱                          | 獎項               | 作品                           |
| ------ | --------------------------------- | ------------------ | ------------------------------ |
| 1988年 | 第5回・1988年度Best Jeanist AWARD | 一般選出部門       |                                |
| 1993年 | 第22回Best Dresser獎              | スポーツ・芸能部門 |                                |
| 2001年 | 第56回文化廳藝術祭賞              | 演劇部門優秀獎     | 舞台劇Christmas Box            |
| 2001年 | 第18回日本電影影評人大獎          | 主演・男優賞       | 山櫻                           |
| 2022年 | 第30回橋田獎                      |                    | 刑警七人 SEASON7 SUNDAY LIVE!! |

## 外部連結
- 少年隊官方網站 （日語）
- 东山纪之在互联网电影资料库（IMDb）上的資料（英文）